# Halalaimus acuminatus
Halalaimus acuminatus är en rundmaskart som först beskrevs av Nathan Augustus Cobb 1933.  Halalaimus acuminatus ingår i släktet Halalaimus och familjen Oxystominidae. Inga underarter finns listade i Catalogue of Life.